# 本田万結
本田　万結（ほんだ　まゆ、2004年10月7日 - ）は、兵庫県出身の、日本の柔道選手。階級は70kg級。身長165cm。組み手は右組み。血液型はO型。得意技は大外刈。

## 経歴
柔道は7歳の時に二見柔道クラブで始めた。二見中学3年の時に全国中学校柔道大会70㎏級の3回戦で敗れた。比叡山高校2年の時には全日本ジュニアの決勝で三井住友海上の桑形萌花に技ありで敗れた。全国高校選手権の無差別ではオール一本勝ちで優勝した。3年の時には金鷲旗の決勝で富士学苑高校と対戦すると、大将戦で山本海蘭に大内返で敗れて2位だった。インターハイの個人戦では優勝したが、団体戦決勝の富士学苑戦では代表戦で山本に内股で敗れてまたも2位だった。全日本ジュニアでは決勝で桑形を崩上四方固で破って優勝した。2023年には東海大学へ進学すると、優勝大会で3位になった。ワールドユニバーシティゲームズではオール一本勝ちで優勝した。また、団体戦でも優勝した。全日本ジュニアでは2連覇した。続く世界ジュニアでは決勝でブラジルのカイラニ・カルドソを合技で破るなど、オール一本勝ちして優勝した。団体戦でも決勝のフランス戦で、今大会の63㎏級で優勝したメルキア・オシュコルヌを横四方固で破るなど、全試合で一本勝ちしてチームの優勝に貢献した。講道館杯では準決勝でコマツの西願寺里保に横四方固で敗れて3位だった。グランドスラム・東京では2回戦でルーマニアのセラフィマ・モスカルに技ありで敗れた。グランプリ・オディベーラスでは3回戦でイギリスのケリー・ピーターセン＝ポラードに技ありで敗れた。2年の時には体重別の決勝でJR東日本の田中志歩に反則負けを喫して2位だった。アジア選手権の団体戦では決勝のモンゴル戦で一本勝ちするなどチームの優勝に貢献した。世界団体では準決勝のウズベキスタン戦のみの出場となったが勝利すると、その後チームも優勝した。優勝大会で優勝した。学生体重別では得意の寝技でオール一本勝ちして優勝した。講道館杯では決勝でJR東日本の寺田宇多菜に技ありで敗れて2位だった。12月のグランドスラム・東京では決勝で寺田を小外刈で破って、IJFワールド柔道ツアー初優勝を飾った。グランドスラム・パリでは決勝まで進むも、大学の同級生であるスペインのアイ・ツノダ・ロウスタントに背負投で敗れて2位だった。3年の時には体重別の準決勝で寺田に反則負けを喫した。しかしながら、世界選手権の団体戦メンバーに選ばれた。続く全日本選手権はケガのため出場を回避した。続くアジア選手権では決勝で中国のフェン・インインを横四方固で破って優勝した。団体戦でも決勝のウズベキスタン戦で一本勝ちするなどして、チームの優勝に貢献した。その後、理由非公表で世界団体の代表を辞退した。
IJF世界ランキングは700ポイント獲得で55位(25/4/21現在)。

## 戦績
- 2021年 -　全日本ジュニア　2位
- 2022年 -　全国高校選手権　優勝(無差別)
- 2022年 -  全日本強化選手選考会　3位
- 2022年 -　スペインジュニア国際　優勝
- 2022年 -　金鷲旗　2位
- 2022年 -　インターハイ　個人戦　優勝　団体戦　2位
- 2022年 -　全日本ジュニア　優勝
- 2023年 -　ベルギー国際　ジュニアの部　優勝　オープンの部　優勝
- 2023年 -　優勝大会　3位
- 2023年 -　ワールドユニバーシティゲームズ　個人戦　優勝　団体戦　優勝
- 2023年 -　全日本ジュニア　優勝
- 2023年 - 世界ジュニア 個人戦　優勝　団体戦　優勝
- 2023年 -　講道館杯　3位
- 2024年 - 体重別 2位
- 2024年 - アジア選手権　団体戦　優勝
- 2024年 - 世界団体　優勝
- 2024年 - 優勝大会　優勝
- 2024年 -　学生体重別　優勝
- 2024年 -　国スポ　2位
- 2024年 -　講道館杯　2位
- 2024年 - グランドスラム・東京　優勝
- 2025年 - グランドスラム・パリ　2位
- 2025年 - 体重別　3位
- 2025年 - アジア選手権 個人戦　優勝　団体戦　優勝

(出典、JudoInside.com)